# Alf Meakin
Alf Meakin   (30 d'agost de 1938) és un atleta anglès especialista en curses de velocitat, que va competir durant la dècada de 1960.
En el seu palmarès destaca una medalla de bronze en els 4x100 metres al Campionat d'Europa d'atletisme de 1962, així com una medalla d'or en els 4x110 iardes als Jocs de la Commonwealth de 1962. Va guanyar el campionat nacional de les 60 iardes en pista coberta de l'AAA el 1964. Va formar part de l'equip que millorà el rècord nacional dels 4x100 metres el 1963.
El 1964 va prendre part en els Jocs Olímpics d'Estiu de Tòquio, on quedà eliminat en sèries en la cursa dels 4×100 metres del programa d'atletisme.

## Millors marques
- 100 metres. 10.4" (1963)[6]